# Франк Рібері
Франк Біла́ль Рібері́ (фр. Franck Ribéry; 7 квітня 1983; Булонь-сюр-Мер, Па-де-Кале) — французький футболіст, півзахисник.

## Клубна кар'єра

### «Лілль»
Свою футбольну кар'єру Франк починав у футбольній школі Лілля. Проте, там надовго затриматися йому не вдалося: через складний характер гравець змушений був шукати собі нове місце роботи.

### «Булонь»
Так, у 2001 році Рібері опинився у клубі «Булонь», що виступав на той час у Другій лізі чемпіонату Франції. 

### «Олімпік» (Алез)
Наступного сезону футболіст перейшов до команди класом нижче — «Олімпіку» із міста Алез. Проте, через фінансові труднощі на деякий час Рібері довелося залишити футбол і шукати іншої роботи. 

### «Брест»
Не зважаючи на це, у сезоні 2003 / 2004 Франк поновив свою спортивну кар'єру виступами за команду Третього дивізіону «Брест».

### «Мец»
Наступного сезону він отримав запрошення до більш-менш серйозного клубу — «Мецу».

### «Галатасарай»
Та через перебої із заробітною платнею у зимове міжсезоння Рібері підписав контракт з «Галатасараєм». У складі турецького гранда Франк значно виріс як футболіст, в ньому розкрилися його основні ігрові якості — висока стартова швидкість і культура пасу. З ним він здобув національний Кубок. Але і в цьому клубі не обійшлося без скандалу — цього разу трансферного, у результаті якого французький клуб «Олімпік» Марсель безкоштовно отримав контракт майбутньої зірки.

### «Олімпік Марсель»
У новому клубі Рібері продовжував удосконалювати свою футбольну майстерність. Він провів більш ніж вдалий сезон у Марселі. Успіхи гравця не залишилися поза межами уваги тренерів збірної Франції. І перед Чемпіонатом світу — 2006 він отримав виклик до національної команди. Його дебют у футболці «Ле Бльо» випав на товариський поєдинок з Мексикою у травні, який дружина Раймона Доменека виграла з мінімальним рахунком. Не зважаючи на відсутність досвіду міжнародних змагань, Рібері не лише потрапив до списку 23 найкращих, а й провів на турнірі усі сім поєдинків, причому шість з них розпочинав у стартовому складі. Він відзначився забитим м'ячем у ворота Іспанії в 1 / 8 фіналу, запам'ятався своїми майстерними діями у асистуванні, організації атакувальних діях, швидкістю, дриблінгом, точними розрізними пасами. Майже відразу Рібері став ключовою фігурою у складі Галльських Півнів, тому що вигідно вирізнявся на фоні більш вікових партнерів по команді.

Провівши ще один чудовий сезон у складі «Олімпіка», стало зрозуміло, що футболісту варто випробувати свої сили на якісно новому рівні. У той же час мюнхенська «Баварія» проваливши чемпіонат Німеччини 2006 / 2007 потребувала негайного оновлення складу, результатом чого став ряд гучних придбань. У сфері інтересів мюнхенців опинився і Франк Рібері. Трансфер француза склав рекордну для німецької Бундесліги суму — 25 млн євро. Разом із італійським та німецьким бомбардирами Лукою Тоні та Мирославом Клозе вони склали одну з найкращих атакувальних ланок у Європі.

### «Баварія» (Мюнхен)
З новою командою Франк здобув Срібну Салатницю чемпіонів Німеччини, виграв національний Кубок. Проте, не дуже вдалими як для гранда світового клубного футболу виявилися виступи команди в Кубку УЄФА. Перед початком турніру «Баварія» розглядалася як беззаперечний фаворит розіграшу, але на стадії 1/2 фіналу впевнену ходу німецької команди зупинив російський «Зеніт».
Рібері став без перебільшення лідером збірної Франції. Після того, як закінчив кар'єру геніальний Зідан, у ньому стали вбачати наступника Зінедіна. Хоча це і не зовсім вірно з погляду виконуваних кожним із них функцій: перший — класична «десятка», плеймейкер, диспетчер у грі, що з'єднує атакувальну і оборонну лінії команді, швидко переходячи із захисту до нападу; Франк більше тяжіє до гри на правому фланзі, хоч він і не є типовим вінгером, його основні козирі — висока стартова швидкість, прекрасна координація, володіння м'ячем дозволяють йому перемагати у боротьбі навіть з найміцнішими оборонцями.

Сам Зідан назвав його справжнім скарбом французької збірної. А так Франка охарактеризував інший його партнер по команді Тьєррі Анрі: 
«У світі важко знайти іншого гравця, котрий може так миттєво набрати швидкість із м'ячем у ногах, бути таким же вибуховим і при цьому точним у передачах. Його гра дуже проста. Він завжди рухається уперед і робить це розумно — за необхідності може вчасно зупинитися, вичекати момент, щоб точно передати м'яч. Він — страхіття для захисту суперника». Ці оцінки, дані справжніми професіоналами, якнайкраще говорять за майстерність футболіста.
Рібері дуже вдало провів відбірний цикл до Чемпіонату Європи — 2008, хоч провів лише один гол. Але сам Європейський форум став просто-таки провальним для трикольорових: вони не змогли подолати груповий етап, посіли останнє місце в своїй групі, набравши лише 1 очко і маючи різницю забитих — пропущених м'ячів -5. Рібері на максимумі своїх можливостей провів матчі зі збірними Румунії та Нідерландів, а ось у заключному поєдинку в групі з італійцями його спіткала невдача: у боротьбі із захисником «Скуадри Адзурри» Джанлукою Дзамброттою він пошкодив м'яз стегна, і вже на 4-й хвилині змушений був залишити поле на ношах. Приблизний строк реабілітації складатиме три тижні.

### Завершення кар'єри
21 серпня 2019 підписав контракт з італійською Фіорентиною. Відіграв за «фіалок» два сезони, протягом яких був серед гравців основного складу.
6 вересня 2021 року 38-річного француза підписав новачок Серії A «Салернітана».
21 жовтня 2022 року Франк Рібері оголосив про завершення своєї кар'єри. «М'яч зупиняється. Почуття всередині мене - ні. Дякую всім за цю чудову пригоду.» сказав 39-річний французь у своєму Twitter.

## Особисте життя
Франк Рібері народився у північно-західній частині Франції у маленькому містечку Булонь-сюр-Мер. Сім'я вела злиденне життя, як і більшість населення того краю, де безробіття становило понад 50 %. Коли хлопчику було два роки, він із батьками потрапив у жахливу автомобільну аварію, в якій дивом вижив. Як згадка про неї на обличчі Франка залишився великий шрам через усю праву щоку, який став його такою собі візитною карткою. Від фанатів, він навіть отримав прізвисько Scarface — Обличчя зі шрамом, а самі вболівальники почали імітувати його. Ставши дорослим, Рібері неодноразово стверджував, що цей випадок зміцнив його силу духу. «Я — борець», — каже він.

За віросповіданням Рібері мусульманин. Він прийняв іслам, коли вирішив одружитися з дівчиною з Алжиру Вахібі. Футболіст говорить, що поруч з нею він знайшов справжнє щастя. Подружжя виховує двох дочок — Хізію і Шахіне. Молодша дівчинка народилася 9 січня 2008 року в Парижі. Після переходу в іншу релігію він отримав друге ім'я — Білал.
2013 року разом зі своїм товаришем по збірній Франції Карімом Бензема, перебував під слідством по обвинуваченню у сексуальному зв'язку із неповнолітньою Захією Дехар, який відбувся у 2009 році.

## Статистика виступів

### Статистика клубних виступів
Станом на 7 вересня 2021
| Сезон                         | Команда                       | Чемпіонат                     | Чемпіонат | Чемпіонат | Національний кубок | Національний кубок | Національний кубок | Континентальні кубки | Континентальні кубки | Континентальні кубки | Інші змагання | Інші змагання | Інші змагання | Усього | Усього |
| Сезон                         | Команда                       | Ліга                          | Ігор      | Голів     | Ліга               | Ігор               | Голів              | Ліга                 | Ігор                 | Голів                | Ліга          | Ігор          | Голів         | Ігор   | Голів  |
| ----------------------------- | ----------------------------- | ----------------------------- | --------- | --------- | ------------------ | ------------------ | ------------------ | -------------------- | -------------------- | -------------------- | ------------- | ------------- | ------------- | ------ | ------ |
| 2000–01                       | «Булонь»                      | АЧФ                           | 4         | 1         | КФ                 | 0                  | 0                  | -                    | -                    | -                    | -             | -             | -             | 4      | 1      |
| 2001–02                       | «Булонь»                      | НЧ                            | 24        | 5         | КФ                 | 1                  | 0                  | -                    | -                    | -                    | -             | -             | -             | 25     | 5      |
| Усього за «Булонь»            | Усього за «Булонь»            | Усього за «Булонь»            | 28        | 6         |                    | 1                  | 0                  |                      | -                    | -                    |               | -             | -             | 29     | 6      |
| 2002–03                       | «Олімпік» (Алес)              | НЧ                            | 19        | 1         | КФ                 | 0                  | 0                  | -                    | -                    | -                    | -             | -             | -             | 19     | 1      |
| 2003–04                       | «Брест»                       | НЧ                            | 35        | 3         | КФ                 | 2                  | 1                  | -                    | -                    | -                    | -             | -             | -             | 37     | 4      |
| 2004-січ. 2005                | «Мец»                         | Л1                            | 20        | 2         | КФ+КЛ              | 0+1                | 0+0                | -                    | -                    | -                    | -             | -             | -             | 21     | 2      |
| січ.-черв. 2005               | «Галатасарай»                 | СЛ                            | 14        | 0         | КТ                 | 3                  | 1                  | -                    | -                    | -                    | -             | -             | -             | 17     | 1      |
| 2005–06                       | «Олімпік» (Марсель)           | Л1                            | 35        | 6         | КФ+КЛ              | 6+0                | 3+0                | Інт+КУЄФА            | 5+7                  | 2+1                  | -             | -             | -             | 53     | 12     |
| 2006–07                       | «Олімпік» (Марсель)           | Л1                            | 25        | 5         | КФ+КЛ              | 5+2                | 1+0                | Інт+КУЄФА            | 0+4                  | 0+0                  | -             | -             | -             | 36     | 6      |
| Усього за «Олімпік» (Марсель) | Усього за «Олімпік» (Марсель) | Усього за «Олімпік» (Марсель) | 60        | 11        |                    | 13                 | 4                  |                      | 16                   | 3                    |               | -             | -             | 89     | 18     |
| 2007–08                       | «Баварія»                     | БЛ                            | 28        | 11        | КН+КЛ              | 5+2                | 2+3                | КУЄФА                | 11                   | 3                    | -             | -             | -             | 46     | 19     |
| 2008–09                       | «Баварія»                     | БЛ                            | 25        | 9         | КН                 | 3                  | 1                  | ЛЧ                   | 8                    | 4                    | -             | -             | -             | 36     | 14     |
| 2009–10                       | «Баварія»                     | БЛ                            | 19        | 4         | КН                 | 4                  | 2                  | ЛЧ                   | 7                    | 1                    | -             | -             | -             | 30     | 7      |
| 2010–11                       | «Баварія»                     | БЛ                            | 25        | 7         | КН                 | 3                  | 2                  | ЛЧ                   | 4                    | 2                    | -             | -             | -             | 32     | 11     |
| 2011–12                       | «Баварія»                     | БЛ                            | 32        | 12        | КН                 | 4                  | 2                  | ЛЧ                   | 14                   | 3                    | -             | -             | -             | 50     | 17     |
| 2012–13                       | «Баварія»                     | БЛ                            | 27        | 10        | КН                 | 3                  | 0                  | ЛЧ                   | 12                   | 1                    | СН            | 1             | 0             | 43     | 11     |
| 2013–14                       | «Баварія»                     | БЛ                            | 22        | 10        | КН                 | 4                  | 1                  | ЛЧ                   | 10                   | 3                    | СН+СУ+КЧС     | 0+1+2         | 0+1+1         | 39     | 16     |
| 2014–15                       | «Баварія»                     | БЛ                            | 15        | 5         | КН                 | 2                  | 1                  | ЛЧ                   | 6                    | 3                    | СН            | 0             | 0             | 23     | 9      |
| 2015–16                       | «Баварія»                     | БЛ                            | 13        | 2         | КН                 | 2                  | 0                  | ЛЧ                   | 7                    | 0                    | СН            | 0             | 0             | 22     | 2      |
| 2016–17                       | «Баварія»                     | БЛ                            | 22        | 5         | КН                 | 3                  | 0                  | ЛЧ                   | 6                    | 0                    | СН            | 1             | 0             | 32     | 5      |
| 2017–18                       | «Баварія»                     | БЛ                            | 20        | 5         | КН                 | 5                  | 1                  | ЛЧ                   | 8                    | 0                    | СН            | 1             | 0             | 34     | 6      |
| 2018–19                       | «Баварія»                     | БЛ                            | 25        | 6         | КН                 | 5                  | 0                  | ЛЧ                   | 7                    | 1                    | СН            | 1             | 0             | 38     | 7      |
| Усього за «Баварію»           | Усього за «Баварію»           | Усього за «Баварію»           | 273       | 86        |                    | 45                 | 15                 |                      | 100                  | 21                   |               | 7             | 2             | 425    | 124    |
| 2019–20                       | «Фіорентина»                  | A                             | 21        | 3         | КІ                 | 0                  | 0                  | -                    | -                    | -                    | -             | -             | -             | 21     | 3      |
| 2020–21                       | «Фіорентина»                  | A                             | 29        | 2         | КІ                 | 1                  | 0                  | -                    | -                    | -                    | -             | -             | -             | 30     | 2      |
| Усього за «Фіорентину»        | Усього за «Фіорентину»        | Усього за «Фіорентину»        | 50        | 5         |                    | 1                  | 0                  |                      | -                    | -                    |               | -             | -             | 51     | 5      |
| 2021–22                       | «Салернітана»                 | A                             | 0         | 0         | КІ                 | 0                  | 0                  | -                    | -                    | -                    | -             | -             | -             | 0      | 0      |
| Усього за кар'єру             | Усього за кар'єру             | Усього за кар'єру             | 499       | 114       |                    | 66                 | 21                 |                      | 116                  | 24                   |               | 7             | 2             | 688    | 161    |

### Статистика виступів за збірну
| Дата       | Місто              | Господарі            | Результат               | Гості             | Турнір                | Голи | Примітки |
| ---------- | ------------------ | -------------------- | ----------------------- | ----------------- | --------------------- | ---- | -------- |
| 27-5-2006  | Сен-Дені           | Франція              | 1 – 0                   | Мексика           | товариський матч      | -    | 75'      |
| 31-5-2006  | Ленс               | Франція              | 2 – 0                   | Данія             | товариський матч      | -    | 66'      |
| 7-6-2006   | Сент-Етьєн         | Франція              | 3 – 1                   | КНР               | товариський матч      | -    | 75'      |
| 13-6-2006  | Штутгарт           | Франція              | 0 – 0                   | Швейцарія         | ЧС 2006 - 1-й етап    | -    | 70'      |
| 18-6-2006  | Лейпциг            | Франція              | 1 – 1                   | Південна Корея    | ЧС 2006 - 1-й етап    | -    | 60'      |
| 23-6-2006  | Кельн              | Того                 | 0 – 2                   | Франція           | ЧС 2006 - 1-й етап    | -    | 77'      |
| 27-6-2006  | Ганновер           | Іспанія              | 1 – 3                   | Франція           | ЧС 2006 - 1/8 фіналу  | 1    | 88'      |
| 1-7-2006   | Франкфурт-на-Майні | Бразилія             | 0 – 1                   | Франція           | ЧС 2006 - чвертьфінал | -    | 77'      |
| 5-7-2006   | Мюнхен             | Португалія           | 0 – 1                   | Франція           | ЧС 2006 - півфінал    | -    | 72'      |
| 9-7-2006   | Берлін             | Італія               | 1 – 1 д.ч. (5 – 3 п.п.) | Франція           | ЧС 2006 - Фінал       | -    | 100'     |
| 16-8-2006  | Сараєво            | Боснія і Герцеговина | 1 – 2                   | Франція           | товариський матч      | -    | 69'      |
| 2-9-2006   | Тбілісі            | Грузія               | 0 – 3                   | Франція           | Відбір до ЧЄ 2008     | -    | 69'      |
| 6-9-2006   | Сен-Дені           | Франція              | 3 – 1                   | Італія            | Відбір до ЧЄ 2008     | -    | 88'      |
| 7-10-2006  | Глазго             | Шотландія            | 1 – 0                   | Франція           | Відбір до ЧЄ 2008     | -    | 74'      |
| 11-10-2006 | Сошо               | Франція              | 5 – 0                   | Фарерські острови | Відбір до ЧЄ 2008     | -    |          |
| 7-2-2007   | Сен-Дені           | Франція              | 0 – 1                   | Аргентина         | товариський матч      | -    |          |
| 2-6-2007   | Сен-Дені           | Франція              | 2 – 0                   | Україна           | Відбір до ЧЄ 2008     | 1    |          |
| 6-6-2007   | Осер               | Франція              | 1 – 0                   | Грузія            | Відбір до ЧЄ 2008     | -    | 90+5'    |
| 22-8-2007  | Трнава             | Словаччина           | 0 – 1                   | Франція           | товариський матч      | -    | 72'      |
| 8-9-2007   | Мілан              | Італія               | 0 – 0                   | Франція           | Відбір до ЧЄ 2008     | -    | 86'      |
| 12-9-2007  | Париж              | Франція              | 0 – 1                   | Шотландія         | Відбір до ЧЄ 2008     | -    |          |
| 13-10-2007 | Торсгавн           | Фарерські острови    | 0 – 6                   | Франція           | Відбір до ЧЄ 2008     | -    | 64'      |
| 17-10-2007 | Нант               | Франція              | 2 – 0                   | Литва             | Відбір до ЧЄ 2008     | -    |          |
| 21-11-2007 | Київ               | Україна              | 2 – 2                   | Франція           | Відбір до ЧЄ 2008     | -    | 89'      |
| 26-3-2008  | Сен-Дені           | Франція              | 1 – 0                   | Англія            | товариський матч      | 1    | 38'      |
| 31-5-2008  | Тулуза             | Франція              | 0 – 0                   | Парагвай          | товариський матч      | -    | 46'      |
| 3-6-2008   | Сен-Дені           | Франція              | 1 – 0                   | Колумбія          | товариський матч      | 1    | 75'      |
| 9-6-2008   | Цюрих              | Румунія              | 0 – 0                   | Франція           | ЧЄ 2008 - 1-й етап    | -    |          |
| 13-6-2008  | Берн               | Нідерланди           | 4 – 1                   | Франція           | ЧЄ 2008 - 1-й етап    | -    |          |
| 17-6-2008  | Цюрих              | Франція              | 0 – 2                   | Італія            | ЧЄ 2008 - 1-й етап    | -    | 10'      |
| 11-10-2008 | Констанца          | Румунія              | 2 – 2                   | Франція           | Відбір до ЧС 2010     | 1    | 90+1'    |
| 14-10-2008 | Сен-Дені           | Франція              | 3 – 1                   | Туніс             | товариський матч      | -    | 46'      |
| 19-11-2008 | Сен-Дені           | Франція              | 0 – 0                   | Уругвай           | товариський матч      | -    | 58'      |
| 11-2-2009  | Марсель            | Франція              | 0 – 2                   | Аргентина         | товариський матч      | -    |          |
| 28-3-2009  | Каунас             | Литва                | 0 – 1                   | Франція           | Відбір до ЧС 2010     | 1    |          |
| 1-4-2009   | Сен-Дені           | Франція              | 1 – 0                   | Литва             | Відбір до ЧС 2010     | 1    |          |
| 2-6-2009   | Сент-Етьєн         | Франція              | 0 – 1                   | Нігерія           | товариський матч      | -    | 70'      |
| 5-6-2009   | Ліон               | Франція              | 1 – 0                   | Туреччина         | товариський матч      | -    | 59'      |
| 12-8-2009  | Торсгавн           | Фарерські острови    | 0 – 1                   | Франція           | Відбір до ЧС 2010     | -    | 65'      |
| 5-9-2009   | Сен-Дені           | Франція              | 1 – 1                   | Румунія           | Відбір до ЧС 2010     | -    | 57'      |
| 9-9-2009   | Белград            | Сербія               | 1 – 1                   | Франція           | Відбір до ЧС 2010     | -    | 77'      |
| 3-3-2010   | Сен-Дені           | Франція              | 0 – 2                   | Іспанія           | товариський матч      | -    | 74'      |
| 26-5-2010  | Ленс               | Франція              | 2 – 1                   | Коста-Рика        | товариський матч      | -    | 84'      |
| 30-5-2010  | Радес              | Туніс                | 1 – 1                   | Франція           | товариський матч      | -    | 46'      |
| 4-6-2010   | Сен-П'єр           | Франція              | 0 – 1                   | КНР               | товариський матч      | -    | 62'      |
| 11-6-2010  | Кейптаун           | Уругвай              | 0 – 0                   | Франція           | ЧС 2010 - 1-й етап    | -    | 19'      |
| 17-6-2010  | Полокване          | Франція              | 0 – 2                   | Мексика           | ЧС 2010 - 1-й етап    | -    |          |
| 22-6-2010  | Блумфонтейн        | Франція              | 1 – 2                   | ПАР               | Mondiali              | -    |          |
| 25-3-2011  | Люксембург         | Люксембург           | 0 – 2                   | Франція           | Відбір до ЧЄ 2012     | -    |          |
| 29-3-2011  | Париж              | Франція              | 0 – 0                   | Хорватія          | товариський матч      | -    | 59'      |
| 3-6-2011   | Мінськ             | Білорусь             | 1 – 1                   | Франція           | Відбір до ЧЄ 2012     | -    |          |
| 6-6-2011   | Донецьк            | Україна              | 1 – 4                   | Франція           | товариський матч      | -    | 64'      |
| 2-9-2011   | Тирана             | Албанія              | 1 – 2                   | Франція           | Відбір до ЧЄ 2012     | -    |          |
| 6-9-2011   | Бухарест           | Румунія              | 0 – 0                   | Франція           | Відбір до ЧЄ 2012     | -    |          |
| 11-11-2011 | Сен-Дені           | Франція              | 1 – 0                   | США               | товариський матч      | -    | 64'      |
| 15-11-2011 | Сен-Дені           | Франція              | 0 – 0                   | Бельгія           | товариський матч      | -    | 72'      |
| 29-2-2012  | Бремен             | Німеччина            | 1 – 2                   | Франція           | товариський матч      | -    | 46'      |
| 27-5-2012  | Валансьєнн         | Франція              | 3 – 2                   | Ісландія          | товариський матч      | 1    | 75'      |
| 31-5-2012  | Реймс              | Франція              | 2 – 0                   | Сербія            | товариський матч      | 1    | 61'      |
| 5-6-2012   | Ле-Ман             | Франція              | 4 – 0                   | Естонія           | товариський матч      | 1    | 64'      |
| 11-6-2012  | Донецьк            | Франція              | 1 – 1                   | Англія            | ЧЄ 2012 - 1-й етап    | -    |          |
| 15-6-2012  | Донецьк            | Україна              | 0 – 2                   | Франція           | ЧЄ 2012 - 1-й етап    | -    |          |
| 19-6-2012  | Київ               | Швеція               | 2 – 0                   | Франція           | ЧЄ 2012 - 1-й етап    | -    |          |
| 23-6-2012  | Донецьк            | Іспанія              | 2 – 0                   | Франція           | ЧЄ 2012 - чвертьфінал | -    |          |
| 15-8-2012  | Гавр               | Франція              | 0 – 0                   | Уругвай           | товариський матч      | -    |          |
| 7-9-2012   | Гельсінкі          | Фінляндія            | 0 – 1                   | Франція           | Відбір до ЧС 2014     | -    | 89'      |
| 11-9-2012  | Сен-Дені           | Франція              | 3 – 1                   | Білорусь          | Відбір до ЧС 2014     | 1    | 90'      |
| 12-10-2012 | Сен-Дені           | Франція              | 0 – 1                   | Японія            | товариський матч      | -    | 68'      |
| 16-10-2012 | Мадрид             | Іспанія              | 1 – 1                   | Франція           | Відбір до ЧС 2014     | -    |          |
| 14-11-2012 | Парма              | Італія               | 1 – 2                   | Франція           | товариський матч      | -    | 64'      |
| 6-2-2013   | Сен-Дені           | Франція              | 1 – 2                   | Німеччина         | товариський матч      | -    |          |
| 22-3-2013  | Сен-Дені           | Франція              | 3 – 1                   | Грузія            | Відбір до ЧС 2014     | 1    | 78'      |
| 26-3-2013  | Сен-Дені           | Франція              | 0 – 1                   | Іспанія           | Відбір до ЧС 2014     | -    |          |
| 14-8-2013  | Брюссель           | Бельгія              | 0 – 0                   | Франція           | товариський матч      | -    |          |
| 6-9-2013   | Тбілісі            | Грузія               | 0 – 0                   | Франція           | Відбір до ЧС 2014     | -    |          |
| 10-9-2013  | Гомель             | Білорусь             | 2 – 4                   | Франція           | Відбір до ЧС 2014     | 2    | 80'      |
| 11-10-2013 | Париж              | Франція              | 6 – 0                   | Австралія         | товариський матч      | 1    | 63'      |
| 15-10-2013 | Сен-Дені           | Франція              | 3 – 0                   | Фінляндія         | Відбір до ЧС 2014     | 1    |          |
| 15-11-2013 | Київ               | Україна              | 2 – 0                   | Франція           | Відбір до ЧС 2014     | -    |          |
| 19-11-2013 | Сен-Дені           | Франція              | 3 – 0                   | Україна           | Відбір до ЧС 2014     | -    |          |
| 5-3-2014   | Сен-Дені           | Франція              | 2 – 0                   | Нідерланди        | товариський матч      | -    | 63'      |
| Усього     |                    | Матчів               | 81                      |                   | Голів                 | 16   |          |

## Титули і досягнення

### Командні
«Галатасарай»
- Володар кубка Туреччини: 2004-05

«Олімпік»
- Володар Кубка Інтертото: 2005

«Баварія»
- Чемпіон Німеччини: 2007-08, 2009-10, 2012–13, 2013–14, 2014–15, 2015–16, 2016–17, 2017–18, 2018–19
- Володар кубка Німеччини: 2007–08, 2009–10, 2012–13, 2013–14, 2015–16, 2018–19
- Володар Суперкубка Німеччини: 2010, 2012, 2016, 2017, 2018
- Володар Кубка німецької ліги: 2007
- Переможець Ліги чемпіонів УЄФА: 2012-13
- Переможець Суперкубка УЄФА: 2013
- Переможець Клубного чемпіонату світу з футболу 2013: 2013

Збірна Франції
- Фіналіст чемпіонату світу: 2006

### Особисті
- Французький футболіст року (2): — 2007, 2013
- Найкращий футболіст Бундесліги — 2007 / 2008
- Найкращий футболіст Європи — 2012 / 2013
- Золотий м'яч 3 місце: 2013